# Holcaeus repandus
Holcaeus repandus är en stekelart som först beskrevs av Graham 1969.  Holcaeus repandus ingår i släktet Holcaeus och familjen puppglanssteklar. Arten är reproducerande i Sverige. Inga underarter finns listade i Catalogue of Life.